# Park City (Kansas)
Park City è un comune degli Stati Uniti d'America, situato nello Stato del Kansas, nella contea di Sedgwick. Si trova alla periferia di Wichita.